# 陳昭瑛
陳昭瑛（1957年-，台灣嘉義人），臺灣大學中文系畢業，臺灣大學哲學系碩士、外文系博士。國立臺灣大學中國文學系教授，專長為專長為儒學、文學理論、臺灣文學、美學、馬克思主義。著有小說《江山有待》、文學選集《臺灣詩選注》、學術著作《儒家美學與經典詮釋》等。

## 腳註
1. ↑  . 國立台灣大學中文系.   [2022-07-28]. （原始内容存档于2020-07-22）.